# Numerus Hnaudifridi
Der Numerus Hnaudifridi (deutsch Numerus des Hnaudifridus) war eine römische Auxiliareinheit. Sie ist durch eine Inschrift belegt.

## Namensbestandteile
- Hnaudifridi: des Hnaudifridus. Einer der ersten Kommandeure der Einheit war vermutlich ein ansonsten unbekannter Hnaudifridus, nach dem der Numerus benannt wurde.

## Geschichte
Der Numerus war im 3. Jhd. n. Chr. in der Provinz Britannia inferior stationiert. Er errichtete in Vercovicium einen Altar, der den Göttinnen Baudihillia und Friagabis aus den Deae Alaisiagae geweiht war. In Vercovicium wurden noch zwei weitere Inschriften (RIB 1593, 1594) gefunden, die ebenfalls den Deae Alaisiagae gewidmet sind. Da beide Inschriften aber vom Cuneus Frisiorum Vercovicianorum gestiftet wurden, könnte diese Einheit aus dem Numerus Hnaudifridi hervorgegangen sein.

## Standorte
Standorte des Numerus in Britannia inferior waren möglicherweise:
- Vercovicium (Housesteads): Die Inschrift (RIB 1576) wurde hier gefunden.

## Angehörige des Numerus
Ein Angehöriger des Numerus, Hnaudifridus, ist durch die Inschrift (RIB 1576) bekannt.